# Obolcola scotozona
Obolcola scotozona är en fjärilsart som beskrevs av Louis Beethoven Prout 1925. Obolcola scotozona ingår i släktet Obolcola och familjen mätare. Inga underarter finns listade i Catalogue of Life.